# Агнивеша
Агнивеша (санскр. अग्निवेश, IAST: Agniveśa) — легендарный риши в Индуизме, считается одним из первых авторов аюрведы (индийской народной медицины). Он был учеником великого мудреца Атрейи. Его тексты — Агнивеша Тантра, так же известная как Агнивеша Самхита, основанная на учении Атреи, является утерянным текстом Аюрведы и была основопол агающим текстом группы Агнивеша, то есть одной из шести групп в ранней Аюрведе (другими являются Парашара, Харита, Бхела, Джатукарна и Кшарпани).
Этот текст упоминается и в Чарака Самхита : «тантра Агнивеша, собрана, отредактирована и улечшена Чаракой»
Агнивеша также фигурирует в поэме Махабхарата, где он — гуру Дроначарьи.